# Anna Kárász
Anna Kárász (Dunaújváros, 29 de septiembre de 1991) es una deportista húngara que compite en piragüismo en la modalidad de aguas tranquilas.
Participó en los Juegos Olímpicos de Tokio 2020, obteniendo una medalla de oro en la prueba de K4 500 m. En los Juegos Europeos consiguió cuatro medallas: oro y bronce en Bakú 2015 y oro y plata en Minsk 2019.
Ganó siete medallas en el Campeonato Mundial de Piragüismo entre los años 2014 y 2021, y siete medallas en el Campeonato Europeo de Piragüismo entre los años 2011 y 2021.

## Palmarés internacional
| Juegos Olímpicos   | Juegos Olímpicos            | Juegos Olímpicos  | Juegos Olímpicos |
| Año                | Lugar                       | Medalla           | Competición      |
| ------------------ | --------------------------- | ----------------- | ---------------- |
| 2020               | Tokio (Japón)               | Medalla de oro    | K4 500 m         |
| Campeonato Mundial |                             |                   |                  |
| Año                | Lugar                       | Medalla           | Competición      |
| 2014               | Moscú (Rusia)               | Medalla de oro    | K2 200 m         |
| 2014               | Moscú (Rusia)               | Medalla de oro    | K4 500 m         |
| 2015               | Milán (Italia)              | Medalla de plata  | K1 500 m         |
| 2015               | Milán (Italia)              | Medalla de plata  | K4 500 m         |
| 2018               | Montemor-o-Velho (Portugal) | Medalla de oro    | K2 500 m         |
| 2018               | Montemor-o-Velho (Portugal) | Medalla de oro    | K4 500 m         |
| 2021               | Copenhague (Dinamarca)      | Medalla de plata  | K4 500 m         |
| Juegos Europeos    |                             |                   |                  |
| Año                | Lugar                       | Medalla           | Competición      |
| 2015               | Bakú (Azerbaiyán)           | Medalla de oro    | K4 500 m         |
| 2015               | Bakú (Azerbaiyán)           | Medalla de bronce | K2 500 m         |
| 2019               | Minsk (Bielorrusia)         | Medalla de oro    | K4 500 m         |
| 2019               | Minsk (Bielorrusia)         | Medalla de plata  | K2 500 m         |
| Campeonato Europeo |                             |                   |                  |
| Año                | Lugar                       | Medalla           | Competición      |
| 2011               | Belgrado (Serbia)           | Medalla de plata  | K4 500 m         |
| 2012               | Zagreb (Croacia)            | Medalla de plata  | K2 1000 m        |
| 2013               | Montemor-o-Velho (Portugal) | Medalla de oro    | K4 500 m         |
| 2014               | Brandeburgo (Alemania)      | Medalla de oro    | K4 500 m         |
| 2014               | Brandeburgo (Alemania)      | Medalla de plata  | K2 200 m         |
| 2018               | Belgrado (Serbia)           | Medalla de oro    | K4 500 m         |
| 2021               | Poznań (Polonia)            | Medalla de oro    | K4 500 m         |